# شركة الهند الغربية الهولندية
شركة الهند الغربية الهولندية (بالهولندية: Geoctroyeerde Westindische Compagnie) كان شركة مستأجرة (المعروفة باسم "WIC") لمجموعة من التجار الهولنديين. وكان من بين الآباء المؤسسين فيلم أوشيلينكش (1567-1647). في 3 يونيو 1621 تم منحها ميثاق لاحتكار التجارة في جزر الهند الغربية (بمعنى الكاريبي) من قبل الأراضي المنخفضة السبعة المتحدة وتعطى ولاية قضائية على تجارة العبيد عبر الأطلنطي، البرازيل، والكاريبي، وأمريكا الشمالية. ومنطقة الشركة كانت تتألف من غرب أفريقيا (بين مدار السرطان ورأس الرجاء الصالح) والأمريكتين، والتي تضمنت المحيط الهادئ والجزء الشرقي من غينيا الجديدة. وكان الغرض المقصود من ميثاق الأمم المتحدة القضاء على المنافسة، لا سيما المنافسة الإسبانية والبرتغالية، وبين الوظائف التجارية المختلفة التي أنشأها التجار. وقد أصبحت الشركة فعالة في الاستعمار الهولندي للأمريكتين.

## انظرأيضا
- الهند الغربية
- شركة الهند الشرقية الهولندية
- شركة الهند الغربية